# Солобковецька сільська територіальна громада
Солобковецька сільська територіальна громада — об'єднана територіальна громада в Україні, в Хмельницькому районі Хмельницької області. Адміністративний центр — село Солобківці.
Площа громади — 140,56 км², населення — 3969 мешканців (2018).
Утворена 8 червня 2017 року шляхом об'єднання Глушковецької, Проскурівської, Солобковецької та Стріховецької сільських рад Ярмолинецького району.
19 липня 2020 року, в результаті адміністративно-територіальної реформи та ліквідації Ярмолинецького району, громада увійшла до складу новоутвореного Хмельницького району.

## Населені пункти
До складу громади входять 10 сіл:
| Село                  | Населення (2017) |
| --------------------- | ---------------- |
| Солобківці            | 1521             |
| Глушківці             | 765              |
| Проскурівка           | 634              |
| Стріхівці             | 512              |
| Тарасівка             | 329              |
| Корначівка            | 273              |
| Слобідка-Глушковецька | 209              |
| Майдан-Морозівський   | 90               |
| Глушковецьке          | 32               |
| Андріївка             | 20               |

## Символіка
Символіка громади затверджена 2 липня 2018 року рішенням № 12 сесії сільської ради. Автори — О. М. Тимощук, П. Б. Войталюк, К. М. Богатов, В. М. Напиткін.

### Герб
У синьому полі підвищене увігнуте червоне вістря, облямоване сріблом, обтяжене срібною мурованою баштою з сімома зубцями, в отворі брами дві золоті шаблі в косий хрест, супроводжуване справа золотим сонцем з шістнадцятьма променями, зліва золотою підковою вушками догори. Щит вписаний в золотий декоративний картуш і увінчаний червоною мурованою короною ОТГ. Унизу картуша напис «СОЛОБКОВЕЦЬКА ОТГ».
Дві срібні нитки означають річки Ушку і Студню, що протікають в межах громади, башта — символ стародавньої Солобковецької фортеці, що означає єдність населених пунктів громади, шаблі символізують славне минуле краю, сонце — символ Поділля, підкова — символ удачі, щастя і добробуту, червоне вістря символізує старовинну фортецю «Краснеполь» на місці поселення Краснопілля, що займало центральну частину села.

### Прапор
Квадратне полотнище поділене білими увігнутими смугами шириною в 1/24 від ширини прапора, що виходять від третини бічних сторін до середини верхнього пруга. На синій древковій частині жовте сонце з шістнадцятьма променями, на синій вільній жовта підкова вушками догори, на нижній червоній з нижнього пругу виходить срібна мурована башта з сімома зубцями, в отворі брами дві жовті шаблі навхрест.